# Věra Vančurová
Věra Vančurová, provdaná Rylichová, (17. září 1932 Praha – 6. února 2018 Praha) byla česká sportovní gymnastka a olympijská medailistka.

## Život
Na LOH 1952 v Helsinkách obsadila s družstvem žen bronzovou příčku. Soutěžila rovněž ve víceboji jednotlivkyň, kde skončila na 34. místě, v soutěž týmů 5. místo a ve společném cvičení 6. místě.
V roce 1954 byla členkou týmu, který na mistrovství světa v Římě vybojoval bronzovou medaili v soutěži družstev (Bosáková, Brdíčková, Drazdíková, Chadimová, Lišková, Marejková, Reichová, Vančurová).
Po svatbě, již s příjmením Rylichová, odjela v roce 1956 do dějiště olympijských her v Melbourne, avšak jako náhradnice do bojů o medaile nezasáhla.